# 18. kongres Občanské demokratické strany
18. kongres ODS se konal 24. listopadu 2007 v Praze na Žofíně.

## Dobové souvislosti a témata kongresu
Kongres se konal v době, kdy již se po několikaměsíčním patu po sněmovních volbách roku 2006 podařilo sestavit většinovou vládu za účasti ODS, KDU-ČSL a Strany zelených (druhá vláda Mirka Topolánka). Jednání se soustřeďovalo na bilanci roku vlády ODS. Kongres podpořil, aby se čestný předseda ODS Václav Klaus i v druhém funkčním období stal prezidentem republiky, a uložil předsedovi strany, aby v koalici zahájil jednání o společné podpoře pro Václava Klause. Kongres podpořil umístění amerického radarového zařízení v Brdech.
Nešlo o kongres volební a nedošlo k výraznějším personálním změnám ve vedení ODS. Pouze do Výkonné rady byl dodatečně zvolen jeden nový člen.

## Personální složení vedení ODS po kongresu
- Dovolba Výkonné rady ODS - Roman Jurečko[2]

Ostatní posty bez změn oproti předchozímu 17. kongresu ODS